# 巴恩斯鎮區 (北達科他州卡斯縣)
巴恩斯鎮區（英語：Barnes Township）是位於美國北達科他州卡斯縣的一個鎮區。

## 地方資料
巴恩斯鎮區的面積為2.57平方千米，當中陸地面積為2.50平方千米，而水域面積為0.07平方千米。根據2020年美國人口普查的數據，當地共有人口23人，而人口密度為每平方千米8.95人。